# Natàlia Cabrerizo Beltrán
Natàlia Cabrerizo Beltrán (Barcelona, 24 de juliol de 1980) és una nedadora catalana.
Es va formar al Club Natació Montjuïc, i va participar en les proves de relleus de 4 x 200 metres lliures en el Campionat d'Europa de l'any 2000, on aconseguí la cinquena posició, i en els Jocs Olímpics de Sydney de l'any 2000. Competint amb el Club Esportiu Mediterrani ha estat campiona absoluta de Catalunya en 50 metres papallona en categoria femenina la temporada 2002/2003 amb un temps de 29.12, i competint amb el Club Esportiu Mediterrani, ha estat campiona absoluta en 100 metres papallona la temporada 1995/1996 amb un temps de 1ː05,07, i en 4 x 100 metres lliures les temporades 1998/1999 i 2000/2001. Amb el CN Montjuïc, també ha estat campiona absoluta en 400 metres estils i 800 metres lliures a Granollers, i 1.500 metres lliures a Barcelona el 1994; i en 50 metres papallona i 50 i 100 metres lliures a Barcelona, i 200 metres papallona i 200 i 400 metres lliures a Gijón el 1995.